# Brytoniusz
Brytoniusz, (łac.) Britonius (ur. ?, zm. 386) – święty katolicki, biskup.
W latach 374–386 był biskupem Trewiru. Brał udział w synodzie w Valence (374) i Rzymie (382). Występował przeciwko pryscylianizmowi, ale wspólnie ze św. Ambrożym i św. Marcinem stanął w obronie życia Pryscyliana, bronił też bp. Itacjusza przed cesarską jurysdykcją.
Jego wspomnienie obchodzone jest 5 maja.